# Boucher
Boucher je priimek več znanih oseb:
- Charles Hamilton Boucher (1898—1951), britanski general
- François Boucher (1703—1770), francoski slikar in grafik
- Frank Boucher (1902—1997), kanadski hokejist
- Gaétan Boucher (*1958), kanadski hitrostni drsalec
- Georges-Edgar Boucher (1881—1975), francoski general
- Jaucques Boucher (1788—1868), francoski pisatelj in arheolog
- Jean-Noël-Louis Boucher (1882—1969), francoski general
- Valentine Boucher (1904—1961), britanski general